# فالديمار هوف
فالديمار هوف (بالنرويجية البوكمول: Waldemar Hoff)‏ هو مهندس نرويجي، ولد في 22 مايو 1886، وتوفي في 16 يوليو 1947.